# Зимлер, Иоанн Якоб
Иоанн Якоб Зимлер (нем. Johann Jakob Simmler; 1716—1788) — цюрихский педагог, потомок Иосии Зимлера.
С истинно бенедиктинским трудолюбием собирал материалы по истории Швейцарии и особенно по истории Реформации и составил коллекцию в 458 томов, в которой встречаются письма и документы по истории почти всех европейских народов, а также редкие брошюры и летучие листки. Особый интерес представляют те тома его собрания, в которых собрана переписка деятелей реформационного движения. Издано из коллекции Зимлера далеко не всё; по истории Италии, Испании, Чехии, Венгрии остаётся ещё много неопубликованного чрезвычайно важного исторического материала. К 196 томам рукописей, относящихся к XVI—XVIII веков Зимлером были составлены регистры и реестры (62 тома). Кроме того, позднее пастором Гессом был составлен ещё: «Index chronologicus alphabeticus collectionis Simlerianae», охватывающий документы с 1501 по 1620.